# Paradrymonia splendens
Paradrymonia splendens är en tvåhjärtbladig växtart som beskrevs av Wilhelm Freiberg. Paradrymonia splendens ingår i släktet Paradrymonia och familjen Gesneriaceae. Inga underarter finns listade i Catalogue of Life.